# Романов, Евгений Михайлович
Евге́ний Миха́йлович Рома́нов (10 марта 1948, Котяковка, Вешкаймский район, Ульяновская область, РСФСР, СССР) ― советский и российский деятель науки, доктор сельскохозяйственных наук, профессор. Ректор Марийского государственного технического университета / Поволжского государственного технологического университета (2005―2017), председатель Совета ректоров вузов Республики Марий Эл (2014―2016). Почётный работник высшего профессионального образования Российской Федерации. Заслуженный деятель науки Российской Федерации (2007). Лауреат Государственной премии Республики Марий Эл (1999). Член КПСС, член партии «Единая Россия».

## Биография
Родился 10 марта 1948 года в деревне Котяковка Вешкаймского района Ульяновской области в семье колхозника и учительницы.
Начальное образование получил в Котяковской начальной школе, а среднее ― в Красноборской средней школе Ульяновской области. В 1966 году ― слесарь-сборщик Ульяновского приборостроительного завода.
В 1971 году окончил Марийский политехнический институт по специальности «Лесное хозяйство» (инженер).
С 1971 года ― комсомольский и партийный работник: секретарь бюро ВЛКСМ Марийского политехнического института; второй, в 1976―1978 годах ― первый секретарь Йошкар-Олинского горкома ВЛКСМ, заведующий отделом пропаганды и агитации Йошкар-Олинского горкома КПСС. 
В 1979 году окончил аспирантуру при Ленинградской лесотехнической академии.
В 1971―1983 годах ― ассистент кафедры ботаники и лесозащиты, в 1983―1986 годах ― старший преподаватель, в 1988―1990 годах ― секретарь парткома, доцент, в 1990―2002 годах ― декан факультета лесного хозяйства и экологии, заведующий кафедрой лесных культур и механизации Марийского политехнического института / Марийского государственного технического университета, профессор (2000). В 1998 году окончил докторантуру при Марийском государственном техническом университете. В 2002―2005 годах ― первый проректор, в 2005―2017 годах ― ректор Марийского государственного технического университета / Поволжского государственного технологического университета. В 2014―2016 годах ― председатель Совета ректоров вузов Республики Марий Эл. В 2017―2022 годах ― президент ПГТУ. Под его руководством университет официально вошёл в число 95 ведущих вузов России. За последние годы здесь появились новые корпуса, общежития, спортивные объекты, уникальные лаборатории. Университет стал более узнаваемым в международном образовательном пространстве, признаётся одним из российских и европейских лидеров в области рационального природопользования.
Избирался депутатом Государственного Собрания Республики Марий Эл V и VI созыва (заместитель председателя Комитета по социальному развитию), до этого ― депутатом Йошкар-Олинского городского Совета депутатов трудящихся XVI и XVII созывов, Йошкар-Олинского городского Совета народных депутатов XVIII и XIX созывов. 
С 2001 года ― член Комиссии по государственным наградам при Президенте / Главе Республики Марий Эл. 

## Научно-преподавательская деятельность
В 1979 году защитил кандидатскую диссертацию, кандидат сельскохозяйственных наук.
В 1999 году защитил докторскую диссертацию на тему «Интенсификация выращивания лесопосадочного материала в Среднем Поволжье: Биоэкологические, агротехнические и технологические аспекты». Доктор сельскохозяйственных наук (1999).
Является представителем Поволжской лесной научной школы: известен в российских и международных лесных кругах по работам большого научного и практического значения. Является автором 225 научных работ, в том числе: 3 монографий, 6 учебных пособий, ряда методических изданий, а также 14 патентов на изобретения.
Сферы научных интересов ― ресурсосберегающие и экологически обоснованные технологии лесовосстановления, экологические и технологические аспекты утилизации коммунально-бытовых и промышленных отходов, экологический мониторинг лесных территорий.
Основоположник нового научного направления ― разработки биотехнологических методов утилизации коммунально-бытовых и промышленных органических отходов при лесовыращивании.
Результаты исследований профессора Е, Романова широко используются в практике лесовосстановления. В Ботаническом саде-институте Волгатеха создан учебно-производственный теплично-лесопитомнический комплекс, поставляющий сеянцы с закрытой корневой системой в лесные хозяйства Марий Эл, Удмуртии, Чувашии и других регионов России. Здесь получают практические навыки работы на современном оборудовании студенты и производственники. В Марий Эл получило распространение создание малых тепличных комплексов, за счет которых в полном объёме обеспечивается потребность в сеянцах. Создана солидная научная, методическая и материально-техническая основа для организации в республике селекционно-семеноводческого центра для обеспечения лесовосстановления селекционно-улучшенным посадочным материалом с закрытой корневой системой. В Учебно-опытном лесхозе Волгатеха и других лесничествах Поволжья созданы десятки опытно-производственных объектов, являющихся эталонами внедрения интенсивных и энергосберегающих технологий создания и выращивания высокопродуктивных искусственных лесных насаждений. 
Является членом УМО по специальности «Экология и устойчивое развитие» и УМО по образованию в области лесного дела Министерства образования и науки России.
Осуществляет научное руководство аспирантами и докторантами специальностей 03.00.16 «Экология», 06.03.01 «Лесные культуры, селекция, семеноводство». Под его руководством подготовлено и защищено 18 кандидатских диссертаций и 2 докторские работы. Председатель двух диссертационных советов (Д212.115.01 и Д212.115.03). 

## Основные научные работы
Далее представлен список основных научных работ профессора Е. М. Романова:  
- Романов Е. М. Интенсификация выращивания лесопосадочного материала в Среднем Поволжье: Биоэкологические, агротехнические и технологические аспекты: диссертация ... доктора сельскохозяйственных наук: 06.03.01. ― Йошкар-Ола, 1999. ― 562 с.: ил.
- Романов Е. М. Выращивание сеянцев древесных растений. Биоэкологические и агротехнические аспекты / Е. М. Романов. ― Йошкар-Ола: МарГТУ, 2000. ― 500 с.
- Романов Е. М. Производство и применение нетрадиционных органических удобрений в лесных питомниках: учеб. пособие / Е. М. Романов, Т. В. Нуреева, Д. И. Мухортов. ― Йошкар-Ола: МарГТУ, 2001. ― 156 с.
- Экология. Экологический мониторинг лесных экосистем [Электронный ресурс]: учеб. пособие для студентов вузов по специальностям «Лесное хозяйство», «Садово-парковое и ландшафт. стр-во» направления «Лесное хоз-во и ландшафт. стр-во» / [Е. М. Романов и др. ]. ― Йошкар-Ола: МарГТУ, 2008. ― 234 с. ил. ― проект. ― ISBN 978-5-8158-0565-1.
- Романов Е. М. Методика определения оценочных показателей искусственных насаждений при устойчивом управлении воспроизводством леса [Электронный ресурс] / Е. М. Романов, Н. В. Еремин, Т. В. Нуреева. ― Йошкар-Ола: МарГТУ, 2009. - 39 с. : ил. ― проект. ― ISBN 978-5-8158-0693-1.
- Лесные культуры [Электронный ресурс]: [упр. блок УМК для студентов специальности 250201.65 «Лесное хоз-во» направлений 250100.62 «Лесное дело», 250200.62 «Лесное хоз-во и ландшафтное стр-во» / сост.: М. А. Карасева [и др.]. ― Йошкар-Ола: МарГТУ, 2009. ― 51, [1] с.: ил.
- Состояние, динамика и приоритетные направления развития Марийского государственного технического университета (2006―2020 гг.) [Электронный ресурс]: науч. изд. / [Е. М. Романов и др.; под. ред. В. А. Иванова]; Марийский гос. технический ун-т. ― Йошкар-Ола: МарГТУ, 2010. ― 108 c.
- Лесной питомник [Электронный ресурс]: учебное пособие: [по направлениям подготовки «Лесное дело» и «Ландшафтная архитектура»] / [М. А. Карасева и др.]; М-во образования и науки Рос. Федерации, ФГБОУ ВО «Поволж. гос. технол. ун-т». ― Йошкар-Ола: ПГТУ, 2017. ― 159 с.: ил. ― Библиогр.: с. 137-138 (22 назв.). ― проект. ― ISBN 978-5-8158-1782-1.

## Звания и награды
- Почётный работник высшего профессионального образования Российской Федерации
- Заслуженный деятель науки Российской Федерации (13 декабря 2007)[1][2] ― за большие заслуги в научной деятельности [13]
- Заслуженный деятель науки Республики Марий Эл (1997)[1][2]
- Медаль ордена «За заслуги перед Марий Эл» (2008)[1][2]
- Бронзовая медаль ВДНХ (1987)[1][2]
- Золотая медаль имени Г. Ф. Морозова [11]
- Медаль «За вклад в развитие образования»[11]
- Государственная премия Республики Марий Эл (1999) ― за интенсивные технологии выращивания лесопосадочного материала на биоэкологической основе[1][2]
- Почётная грамота Совета Федерации Федерального Собрания Российской Федерации[5]
- Почётная грамота ЦК ВЛКСМ[5]
- Почётная грамота Марийского обкома КПСС[5]
- Почётная грамота Государственного Собрания Республики Марий Эл[5]